# Caronno Pertusella
Caronno Pertusella es un  comune italia de la provincia de Varese, región de Lombardía, con 15 185 habitantes.
Caronno Pertusella es un municipio y localidad de la provincia de Varese en la región de Lombardía (Italia). Es parte del área metropolitana de Milán. Limita al norte con los municipios de Saronno, al sur con Lainate y Garbagnate Milanese, al oeste con Origgio y al este con Solaro, Cesate y Garbagnate Milanese. En agosto de 2023 contaba con una población de 18 154 habitantes.

## Elementos identitarios

### Toponimia
El nombre actual del municipio data de 1869, momento en que el antiguo municipio de Caronno Milanese se fusionó con el municipio de Cassina Pertusella. El topónimo puede derivar del latín "columnae". La especificación Pertusella, el nombre de una fracción del municipio, corresponde a la palabra italiana "pertugio".

### Símbolos
El estandarte municipal consiste en un paño truncado de color azul y rojo, mientras que el escudo heráldico, aprobado por Real Decreto en 1934, tiene forma francesa moderna —cuadrilátero con los ángulos inferiores redondeados con un cuarto de círculo y la punta formada por la unión de dos cuartos de círculo de la misma proporción—, y su descripción es la siguiente: «semipartito: troncato, nel primo d'azzurro alla biscia viscontea, nel secondo d'argento alla croce di rosso, nel terzo d'azzurro alla biga romana d'argento, il tutto fasciato di rosso sulla partizione».

## Geografía

### Clima
El territorio municipal se caracteriza por un clima subtropical húmedo, un subtipo de clima templado húmedo, denominado cfa en la clasificación climática de Köppen. Sus características son veranos cálidos, húmedos e inviernos frescos.

## Historia
Los orígenes de la localidad se remontan probablemente a la época del Bajo Imperio romano, sin embargo el primer documento escrito en el que se menciona Caronno data del año 903. Las excavaciones arqueológicas llevadas a cabo en la Iglesia de la Purificación documentaron la asistencia del poblamiento en época altomedieval romana tardía.

## Demografía
| Gráfica de evolución demográfica de Caronno Pertusella entre 1861 y 2021 |
|                                                                          |
| Fuente ISTAT - elaboración gráfica de Wikipedia                          |

La localidad ha registrado un crecimiento poblacional constante desde mediados del siglo XIX hasta la actualidad. En el año 2023 contaba con 18 154 habitantes.